# Edward Drinker Cope
Edward Drinker Cope (28. srpnja, 1840., Philadelphia, Pennsylvania, SAD – 12. travnja, 1897., Philadelphia, Pennsylvania, SAD)  američki paleontolog, komparativni anatom, herpetolog i ihtiolog.